# T18 (canal de televisión)
T18 es un canal de televisión francés en abierto de carácter privado, operado por el grupo CMI France. Comenzó sus emisiones el 6 de junio de 2025 en el canal 18 de la TDT. Su programación está centrada en espacios culturales, sociales y divulgativos.
Junto con Novo 19, fue uno de los dos proyectos seleccionados por Arcom —el consejo audiovisual francés— para cubrir las vacantes de los canales privados C8 y NRJ12, cuya licencia de emisión expiraba a partir del 1 de marzo de 2025.

## Historia
En julio de 2024, la Autoridad Reguladora de la Comunicación Audiovisual (Arcom) no renovó las licencias en televisión digital terrestre de dos canales privados, C8 y NRJ 12. En su lugar aprobó la concesión de dos nuevos proyectos: Réels TV, impulsado por CMI France; y OFTV, propiedad del diario Ouest-France. Arcom oficializó la concesión el 12 de diciembre de 2024
Detrás de CMI France se encuentra el fondo de inversión Czech Media Invest, cuyo máximo accionista es el multimillonario checo Daniel Kretinsky.  La filial francesa es propietaria de la editorial Editis, de publicaciones como Elle o Télé 7 jours, y es accionista de Groupe Le Monde.
El proyecto —renombrado CMI TV— apostaba por una programación basada en espacios culturales, sociales y divulgativos, bajo el eslogan La télé qui s’amuse à réfléchir (en español: «la tele que se divierte pensando»). La presidencia correría a cargo de Christopher Baldelli, exdirector de France TV y RTL entre otros medios. Además, CMI nombró un consejo supervisor dirigido por el periodista Denis Olivennes, procedente de Editis. Una vez el consejo audiovisual les asignó el dial 18, en enero de 2025 se confirmó que el nuevo canal iba a llamarse «T18», con una imagen corporativa diseñada por Gedeon y Étienne Robial.
Las emisiones de T18 comenzaron el 6 de junio de 2025, con un programa especial y la película Yves Saint Laurent.